# Pekka Markkanen
Juha Pekka Markkanen (Pori, 28 maggio 1967) è un ex cestista finlandese.

## Biografia
Ha avuto tre figli da Riikka Ellonen, ex giocatrice di pallacanestro: Eero, calciatore professionista acquistato in passato dal Real Madrid, e i cestisti Miikka e Lauri. Quest'ultimo gioca in NBA a partire dal 2017.

## Carriera
Con la Finlandia ha disputato i Campionati europei del 1995.

## Palmarès

### Squadra
- Campionato finlandese: 3

Helsingin NMKY: 1986-1987
ToPo Helsinki: 1996-1997, 1997-1998

### Individuale
- Korisliiga MVP: 1

HoNsU: 1988-1989